# 茗荷谷町
茗荷谷町（みょうがだにちょう）は東京都小石川区（現・文京区）にあった町。

## 概要
古くは、小日向村の畑地であった。正徳3年（1713年）から町方の支配となり、茗荷谷町ができた。明治5年に、金杉水道町飛地、旧大垣野村藩戸田淡路守屋敷、七軒屋敷は十二軒屋敷などの武家地を合併した。また茗荷谷町は当時小日向神社の氏神地域に該当していた。

## 名称由来
ミョウガは多湿で涼しい場所で栽培しやすいことから谷地が適しているといわれる。旧茗荷谷町は、小石川台地と小日向台地の間の浅い谷が「茗荷谷」と呼ばれていて、御府内備考によれば、江戸初期時代に茗荷が多く作られていた、とされている。また戸田淡路守の屋敷を挟んだ深光寺、林泉寺の前の通りは、嘉永7年の 『小石川絵図東都小石川絵図』では茗荷坂と記され、御府内備考にも「茗荷坂は、茗荷谷より小日向の台へのぼる坂なり」と記されている。
21世紀現在では茗荷の本格的な栽培は行われていないが、拓殖大学文京キャンパスの脇の小さな畑で、茗荷が栽培されている。また、茗荷谷駅もこの町名から名付けられている。
東京では地名の「谷」は「や」と読むことが多いが（渋谷、四谷など）、茗荷谷町の谷は東京では珍しく「たに」と読む（「たに」と読むのは西日本に多い）。

## その後
昭和41年（1966年）の住居表示により、茗荷谷町は小石川地域小日向地区に属された。現在は、小日向1丁目と3丁目、4丁目の一部に属している。